# 十七勇士
十七勇士，是指中国工农红军长征途中强渡大渡河的十七名士兵。

## 概述
1935年5月，中国工农红军第一方面军先头部队，进至西康省冕县安顺场（今四川省石棉县安顺彝族乡）时，后面有国军尾追，前面是天险大渡河，对岸有重兵扼守。红军第一师第一团组织了十七个人的突击队，于25日上午，在炮火严密封锁下，在汹涌的波涛中，以仅有的一只小船，在火力掩护下，强渡大渡河，抢占对岸滩头阵地，为主力部队渡河打开了前进道路。
十七勇士分别是：中国工农红军第一军第1师第1团第2连连长熊尚林，第2排排长罗会明，第3班班长刘长发，副班长张表克，战士张桂成、萧汉尧、王华亭、廖洪山、赖秋发、曾先吉，第4班班长郭世苍，副班长张成球，战士萧桂兰、朱祥云、谢良明、丁流民、陈万清。